# Hal Roach
Hal Roach, nascut com Harold Eugene Roach (Elmira, 14 de gener de 1892 - Bel Air, Los Angeles, 2 de novembre de 1992), va ser un productor, director i guionista de cinema estatunidenc.
El 1912 va arribar a Hollywood i va provar sort com actor. El 1915 va produïr i dirigir Just Nuts fent amistat amb Harold Lloyd, qui va protagonitzar aquesta pel·lícula. El 1919 va fundar el Hal Roach Studios, i va continuar produint altres comèdies on participava Lloyd, com Safety Last! (1923).
Entre les dècades de 1920 i de 1930, va produir centenars de curtmetratges humorístics, guanyant els premis Óscar amb The Music Box el 1932 i Bored of Education el 1936. A més de produir els films de Will Rogers i els de Our Gang. Va fer treballar en equip a Laurel i Hardy en la seva primera pel·lícula junts el 1927 i va produir altres dels seus films, com Leave 'em Laughing (1928) i Way Out West (1937), igual que altres èxits de taquilla com Topper (1937) i Of Mice and Men (1939).
El 1983 va rebre un Oscar honorífic

## Filmografia parcial

### Director
- 1916: Luke's Speedy Club Life
- 1916: Luke and the Bang-Tails
- 1918: Just Rambling Along
- 1919: Spring Fever
- 1919: Be My Wife
- 1919: Ask Father
- 1919: From Hand to Mouth
- 1919: Bumping into Broadway
- 1919: Billy Blazes, Esq.
- 1920: An Eastern Westerner
- 1920: High and Dizzy
- 1920: Haunted Spooks
- 1920: Get Out and Get Under
- 1920: Number, Please?
- 1921: Now or Never
- 1921: I Do
- 1924: The White Sheep
- 1929: Unaccustomed As We Are
- 1931: On the Loose
- 1933: The Devils' Brother
- 1939: Captain Fury
- 1939: The Housekeeper's Daughter
- 1940: Turnabout
- 1940: One million B. C.
- 1941: Espectacle sobre rodes (Road Show)

### Productor
- 1916: Luke's Speedy Club Life
- 1916: Luke and the Bang-Tails
- 1917: Over the Fence
- 1917: Pinched
- 1918: The Lamb
- 1918: Here Come the Girls
- 1918: On the Jump
- 1918: Two-Gun Gussie
- 1918: It's a Wild Life
- 1919: Ring Up the Curtain
- 1919: The Marathon
- 1919: Ask Father
- 1919: Swat the Crook
- 1919: From Hand to Mouth
- 1919: Bumping into Broadway
- 1919: Billy Blazes, Esq.
- 1920: An Eastern Westerner
- 1920: High and Dizzy
- 1920: Haunted Spooks
- 1920: Get Out and Get Under
- 1920: Number, Please?
- 1921: Now or Never
- 1921: Never Weaken
- 1921: A Sailor-Made Man
- 1921: I Do
- 1922: The Timber Queen
- 1923: A Man About Town (curtmetratge)
- 1924: The Buccaneers (curtmetratge)
- 1926: The Nickel-Hopper
- 1927: No Man's Law
- 1927: Love 'Em and Feed 'Em
- 1928: Flying Elephants (curtmetratge)
- 1929: Big business
- 1929: Double Whoopee
- 1929: Liberty
- 1929: Berth Marks
- 1932: Show Business
- 1932: L'avi de la criatura (Pack Up Your Troubles)
- 1932: Girl Grief
- 1933: The Devils' Brother
- 1933: The Midnight Patrol
- 1933: Companys de gresca (Sons of the Desert)
- 1935: The Infernal Triangle
- 1936: The Bohemian Girl
- 1936: Our Relations
- 1937: Way out west
- 1937: Topper (sense acreditar)
- 1938: Swiss Miss
- 1938: Topper Takes a Trip
- 1938: Block-Heads (Block-Heads)
- 1940: A chump at Oxford
- 1940: One million B. C.
- 1947: Curley
- 1966: Fa un milió d'anys (One Million Years B.C.) (productor associat)

### Guionista
- 1919: Billy Blazes, Esq.
- 1921: Among Those Present
- 1921: A Sailor-Made Man
- 1921: Never Weaken
- 1921: I Do
- 1922: Grandma's Boy
- 1922: Dr. Jack
- 1923: Be Honest
- 1927: Slipping Wives
- 1927: Love 'Em and Weep
- 1927: Why Girls Love Sailors
- 1927: With Love and Hisses
- 1927: Do Detectives Think?
- 1927: The Battle of the Century
- 1928: Leave 'em Laughing
- 1928: Flying Elephants (curtmetratge)

### Actor
- 1920: Number, Please? (sense acreditar)